# Daniel Huntington

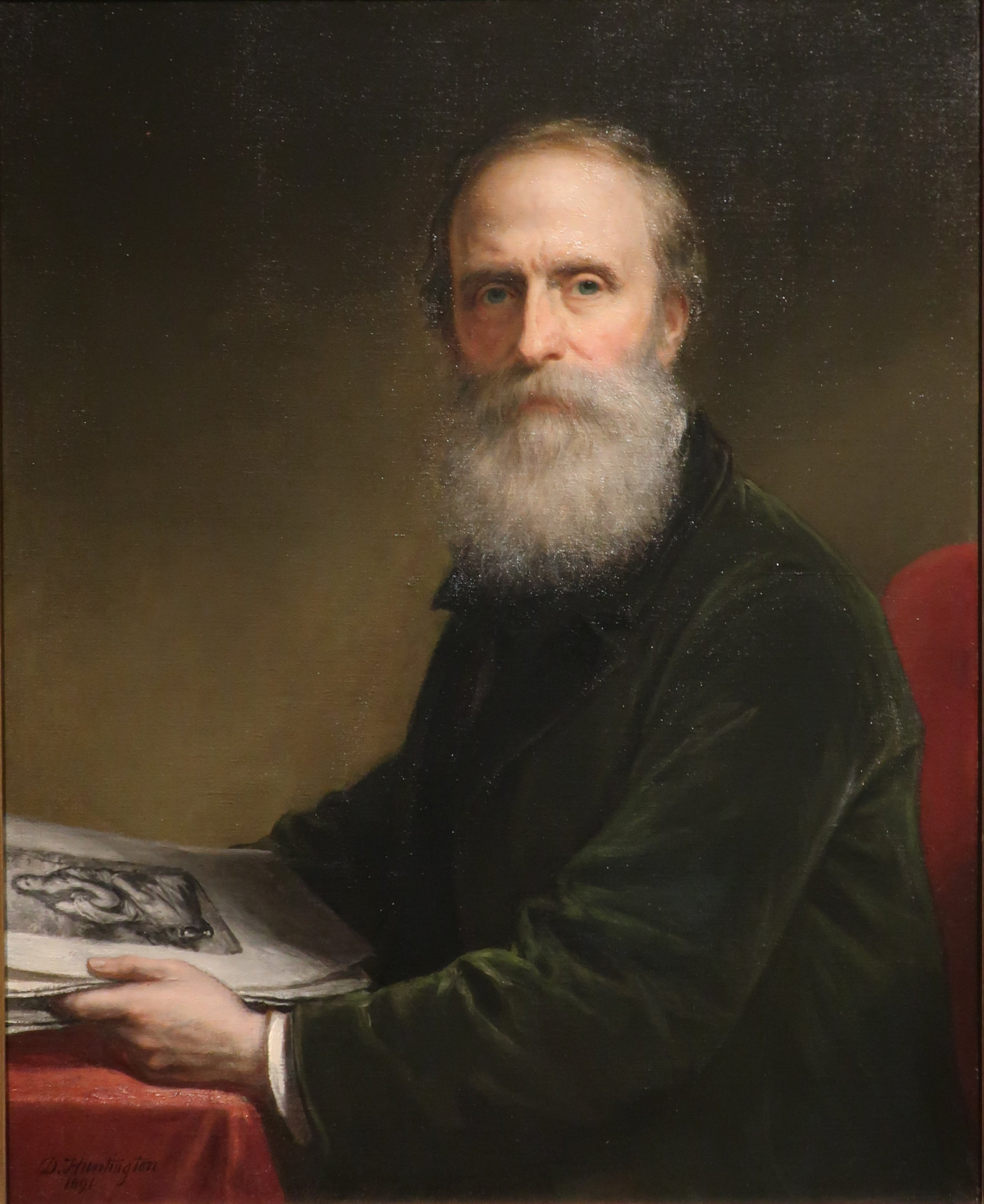
Daniel Huntington, etwa 75 Jahre alt, Selbstporträt (1891)

Daniel Huntington (* 14. Oktober 1816 in New York; † 19. April 1906 ebenda) war ein US-amerikanischer Maler.

## Leben und Werk

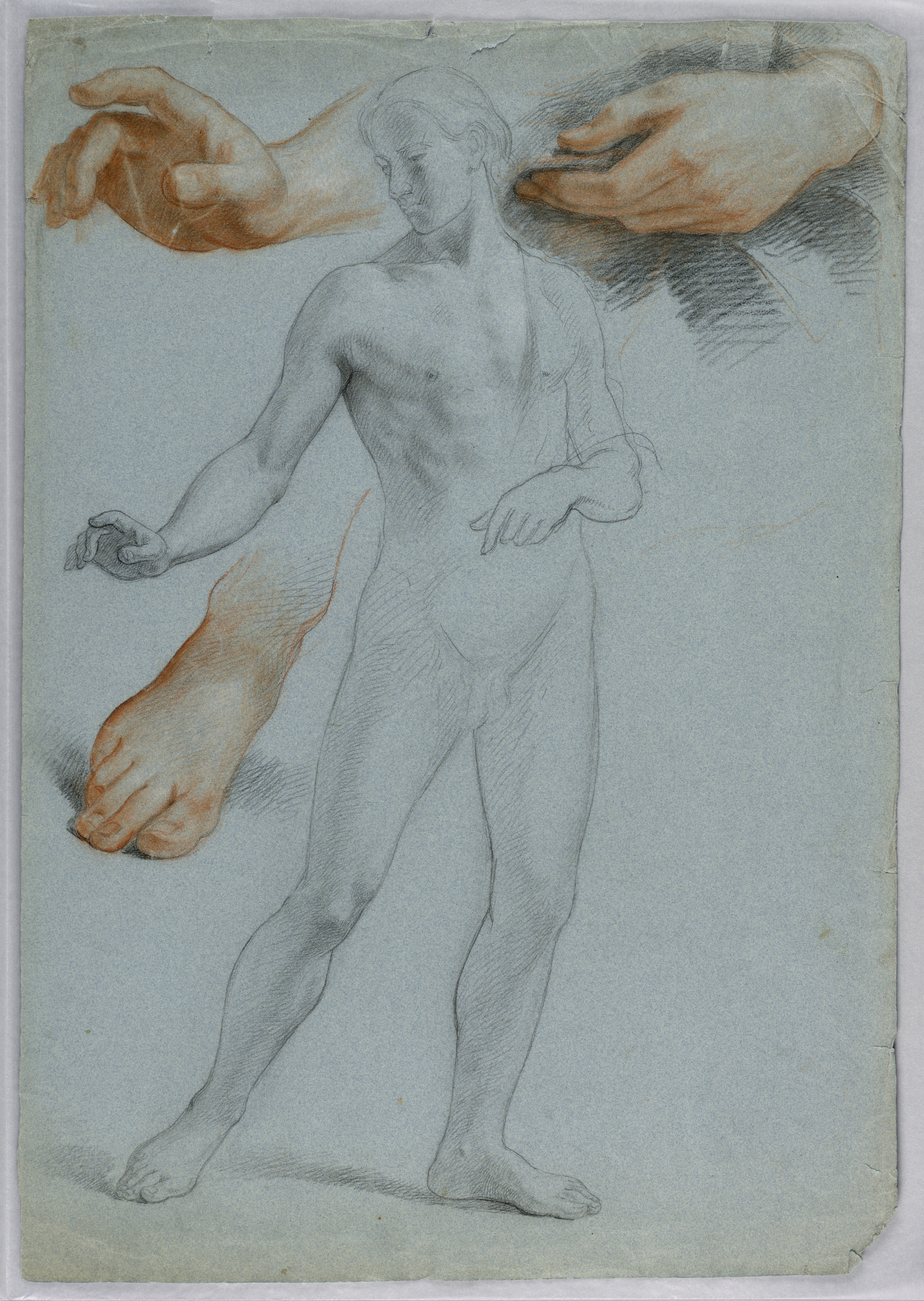
Studie Male Nude Standing (1858)

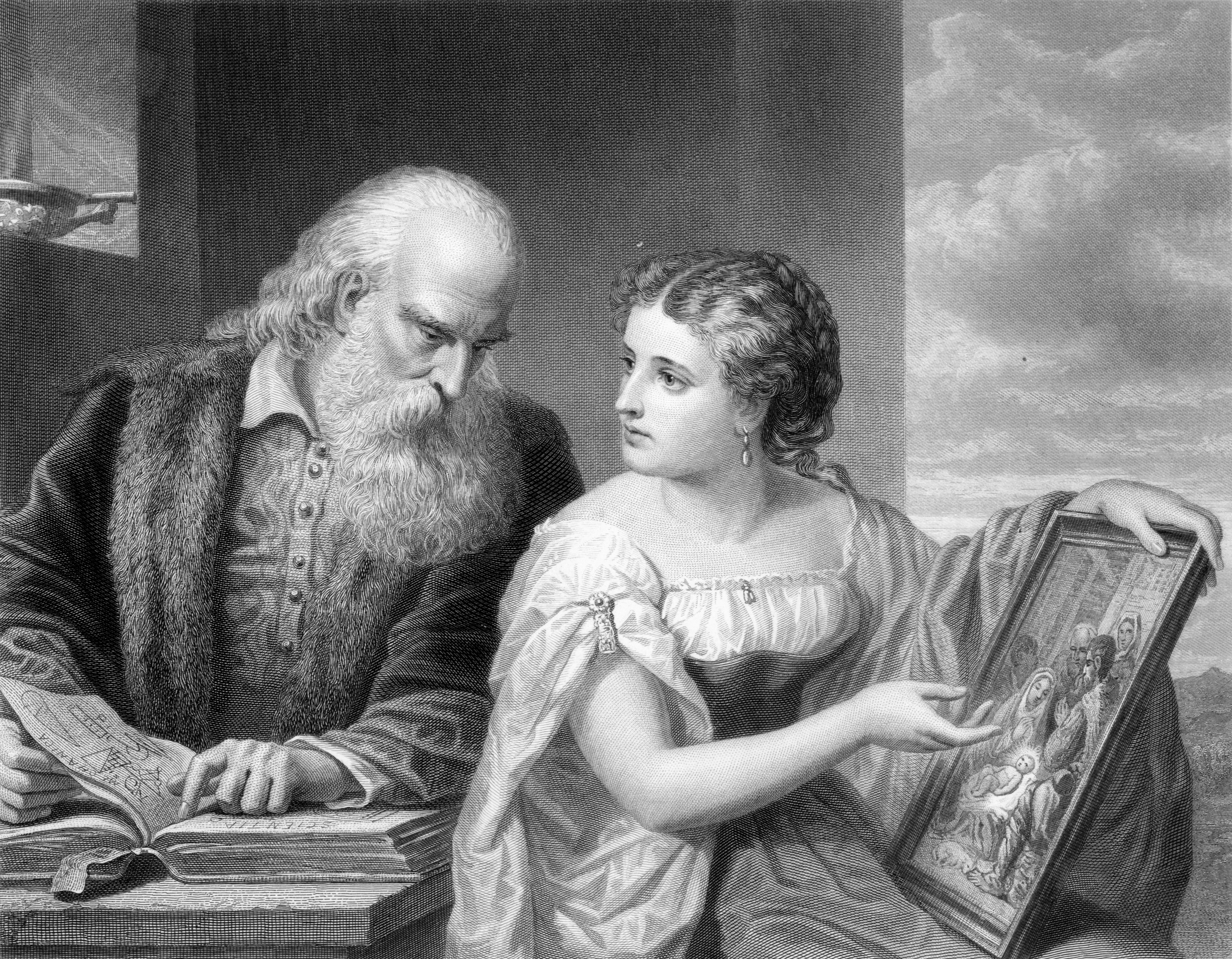
Philosophy and Christian Art (1868)

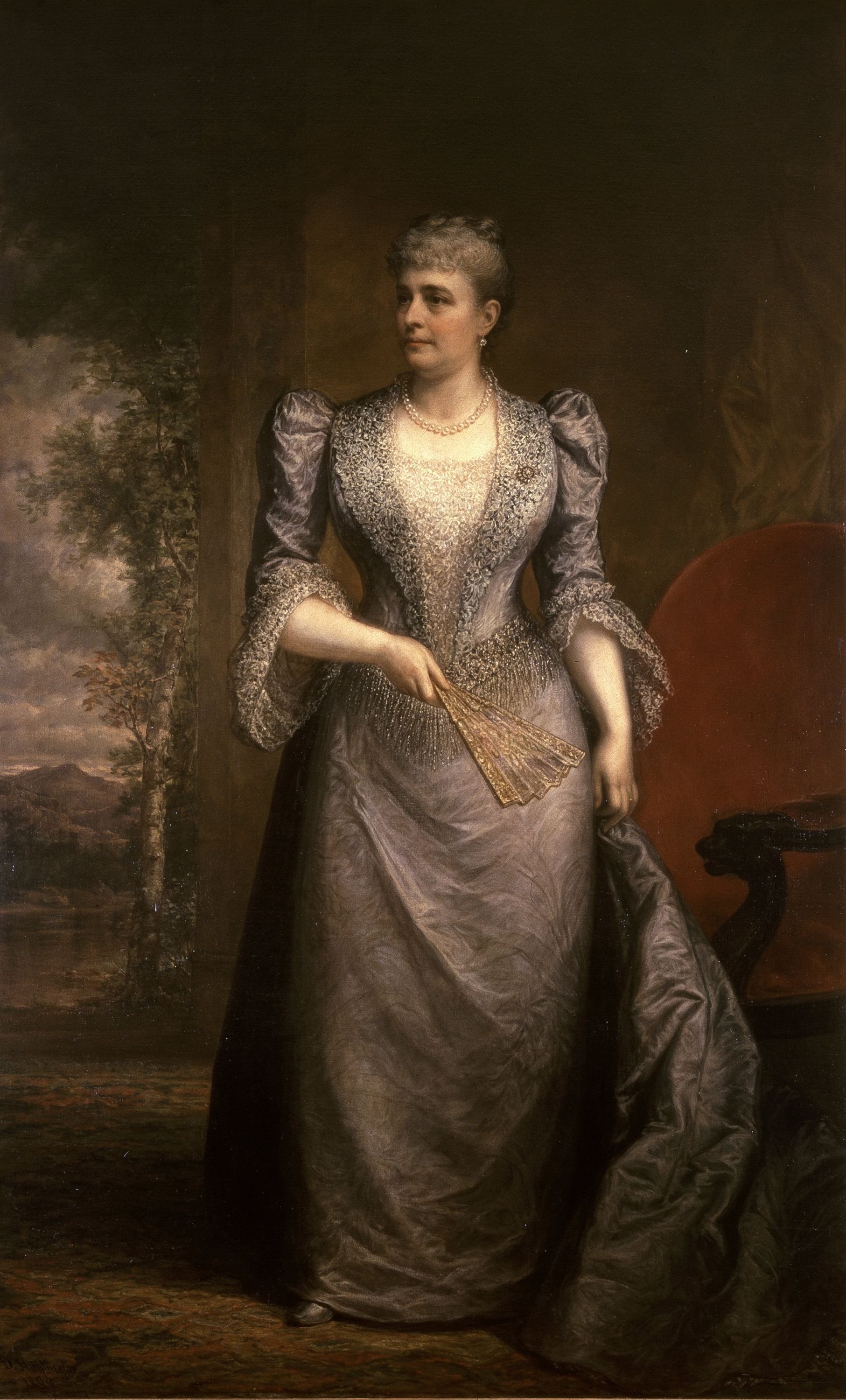
Porträtgemälde der First Lady Caroline Harrison (1894)

Huntington wurde 1835 Schüler des Malers und Erfinders des elektromagnetischen Telegraphenapparats Samuel F. B. Morse und später des Malers Henry Inman. 
1839 ging er nach Florenz, wo er mehrere Genrebilder besonders humoristischen Inhalts malte, wie Der schlafende Zecher und Der Wirtshauspolitiker. Dann begab er sich nach Rom und malte ein Bild aus der Zeit der ersten Christenverfolgung. Später kehrte er für kurze Zeit nach New York zurück, besuchte 1844 Rom zum zweiten Mal und widmete sich in der Folge idealen religiösen Darstellungen.
Später schuf Huntington zahlreiche großformatige Porträtgemälde bekannter – überwiegend männlicher – Persönlichkeiten aus Politik und Wirtschaft, die sich heute in der National Portrait Gallery in Washington, im Metropolitan Museum of Art in New York und weiteren großen Museen befinden, darunter Präsident Jefferson Davis, der US-Senator und Sprecher des Repräsentantenhauses Robert Charles Winthrop sowie der Gründer und spätere Präsident des American Museum of Natural History, Robert L. Stuart. Zu den wenigen von Huntington porträtierten Frauen zählen die First Lady Caroline Harrison und einige Töchter oder Ehefrauen männlicher Prominenter, wie beispielsweise die Tochter seines Lehrers, Mary Inman, Elizabeth Bailey Kent und Mary McCrea Stuart.
Unter seinen erhaltenen Werken finden sich auch zahlreiche Zeichnungen mit anatomischen Studien, Detailskizzen und Entwürfen für seine Gemälde.
Im Jahr 1876 wurde Huntington zum zweiten Mal zum Präsidenten (PNAD) der National Academy of Design in New York gewählt.
Daniel Huntington starb am 19. April 1906 im Alter von 89 Jahren in seiner Geburtsstadt New York und fand seine letzte Ruhestätte auf dem Green-Wood Cemetery in Brooklyn.

## Religiöse Darstellungen (Auswahl)
- Christiana flieht mit ihren Kindern aus dem Tal des Todes
- Der Traum der Gnade (Mercy’s Dream)
- Die Almosenspende
- Frömmigkeit und Torheit
- Die Samariterin am Brunnen
- Die Kommunion des Kranken

## Porträtgemälde (Auswahl)
- William W. Belknap
- William Cullen Bryant
- James Dwight Dana
- John Adams Dix
- Samuel Francis Du Pont
- Frederick T. Frelinghuysen
- Henry Inman
- Benjamin Peirce
- Carl Schurz
- Alphonso Taft
- Henry Theodore Tuckerman
- Gulian C. Verplanck